# Eusphaerium
Eusphaerium is een kevergeslacht uit de familie van de boktorren (Cerambycidae). De wetenschappelijke naam van het geslacht werd voor het eerst geldig gepubliceerd in 1838 door Newman.

## Soorten
Eusphaerium is monotypisch en omvat slechts de volgende soort:
- Eusphaerium purpureum Newman, 1838